# Araratská republika

Vlajka Araratské republiky

Araratská republika (kurdsky Komara Agiriyê) byl mezinárodně neuznaný stát Kurdů na jihovýchodě dnešního Turecka. Název pocházel od hory Ararat. Byl vyhlášen v roce 1927 během kurdského povstání. Zanikl zásahem turecké armády v září 1931.